# 少裂秋海棠
少裂秋海棠（学名：Begonia paucilobata）为秋海棠科秋海棠属的植物，为中国的特有植物。分布在中国大陆的云南等地，生长于海拔1,700米的地区，一般生于林下，目前已由人工引种栽培。